# Leucorrea
Leucorrea  (del griego λευκός leukós [blanco] y el sufijo latino -rrhoea, y este del gr. -ρροια -rroia, der. de ῥεῖν reîn [fluir]) significa literalmente "secreción blanca".
La definición de la RAE es "flujo blanquecino de las vías genitales femeninas". Es el nombre que recibe la secreción vaginal. Aunque esta secreción puede variar y ser desde translúcida, casi transparente, hasta opaca, el nombre leucorrea se suele utilizar indistintamente en todos los casos. 
La leucorrea puede ser fisiológica, producida por las secreciones normales de la vagina y del cuello del útero, que arrastra las células epiteliales descamadas, o patológica. En este segundo caso existe una producción diferente de lo habitual (diferente color, cantidad, olor, etc). Cabe señalar que a veces se califica como patológica una leucorrea fisiológica, solo por ser abundante, sin haber una infección o trastorno. En este caso suele juzgarse molesta por su cantidad aunque esta se deba a procesos fisiológicos normales en el cuerpo de la mujer, como el ciclo hormonal, la excitación sexual o un período de estrés. 
De todas formas, sea o no patológica, la secreción vaginal es uno de los motivos de consulta más frecuente en las mujeres en edad fértil. La leucorrea patológica precede o acompaña enfermedades que pueden comprometer seriamente la salud de la mujer, como la cervicitis y la enfermedad inflamatoria pélvica. Además, suele acompañarse de otros síntomas molestos como prurito, vulvovaginitis, disuria, y coitalgia.

## Fisiopatología
Se debe considerar la fisiopatología de acuerdo a los grupos de edad debido a la influencia exógena y endógena de los estrógenos y de la actividad sexual. Bajo la influencia de los estrógenos el epitelio vaginal es más grueso y presenta grandes cantidades de glucógeno; esta colección de glucógeno intraepitelial resulta en la producción de ácido láctico; este medio ambiente ácido (pH 3,5 – 4,0) mantiene el crecimiento de una flora vaginal normal principalmente lactobacilos (bacilos de Doderlein) y corynebacterias acidogénicas. Levaduras como Candida pueden presentarse, pero no alcanzan un desarrollo perjudicial debido a la preponderancia de bacterias.
La falta relativa de estrógenos durante la niñez conlleva una mucosa vaginal delgada que es poco resistente a la infección. También la depleción de estrógenos debido a la edad, a una ooforectomía o a irradiación pélvica causa atrofia de la mucosa vaginal, una reducción en el contenido de glucógeno y aumento del pH del fluido vaginal. Una mucosa vaginal delgada es más susceptible de ser dañada, y su población bacteriana cambia de ser predominante lactobacilífera a un predominio de cocos patógenos.
Otros factores que tienden a hacer la vagina más alcalina son la menstruación, el moco cervical infectado, el transudado vaginal que ocurre con la estimulación sexual y la presencia de semen.

## Etiología

### Cuerpo extraño
Son causa común de secreción vaginal y de infección en la niñez; objetos como papel, algodón y otros materiales pueden ser introducidos en la vagina. Las niñas pueden requerir vaginoscopia bajo anestesia general para identificar o descartar un cuerpo extraño o la presencia de un tumor en la vagina. En las mujeres adultas, un tampón olvidado o un aparato anticonceptivo puede ser el causante de una leucorrea fétida; en este caso el diagnóstico es fácil a través del examen pélvico.
Los cambios producidos por la presencia de un cuerpo extraño son debidos a sequedad de la mucosa vaginal o a microulceraciones, presentándose un manchado intermenstrual o leucorrea fétida. Las úlceras usualmente se localizan en los fondos de saco de la vagina y pueden ser detectadas a través de un colposcopio. Estas lesiones sanan espontáneamente una vez se haya retirado el cuerpo extraño y se haya tratado la infección sobreagregada en caso de que se compruebe esta.
Se ha descrito el síndrome del shock tóxico secundario al uso inadecuado del tampón vaginal, esta complicación potencialmente mortal consiste en la presencia de fiebre mayor o igual a 38,9 °C y que se puede acompañar de cefalea intensa, vómito y diarrea; posteriormente se presenta hipotensión, eritema palmar y ocasionalmente un rash generalizado. Ocurre descamación palmar y plantar en las siguientes dos a tres semanas. Se puede presentar hiperuricemia u oliguria secundaria a compromiso renal, también compromiso cardiaco y del sistema nervioso central.
Este síndrome se ha relacionado con la infección vaginal por estafilococo en mujeres jóvenes previamente sanas con ciclos menstruales normales. Aunque se ha estimado que entre el 70 y el 80 % de las mujeres en EE. UU. usan tampones, la incidencia de este síndrome es solo de 6,2 por 100.000 mujeres que menstruan por año.

### Infecciones bacterianas
En la vagina hipoestrogénica de la mujer premenárquica y posmenopáusica se puede encontrar una flora bacteriana mixta, especialmente ante la presencia de trauma o cuerpo extraño.
Un diagnóstico específico se puede lograr con la realización de un directo y Gram de la secreción vaginal. El cultivo puede llevar a confusión debido a que se aísla flora mixta.
Gardnerella vaginalis es la causa más común de vaginosis bacteriana en la mujer adulta y con vida sexual activa. La paciente presenta secreción maloliente y no pruriginosa, el examen revela un fluido grisáceo con un pH de 5,0 a 5,5 y al combinarlo con hidróxido de potasio al 10% se libera un olor a pescado; en el extendido de este flujo se observa las características células guía que son células epiteliales granuladas, lo cual es causado por la adherencia de la bacteria a la superficie celular. La tinción de Gram revela grandes cantidades de bacilos Gram negativos y ausencia de lactobacilos.
La causa de la alteración microbiana no está completamente entendida. El CDC de Atlanta en las guías de 1998 no define si esta enfermedad es de transmisión sexual o no, pero en general no recomienda tratar al compañero pues no se ha encontrado beneficio en prevenir su recurrencia.
Para hacer el diagnóstico de vaginosis bacteriana se requieren tres de los siguientes signos o síntomas:
1. Secreción grisácea o blanca de tipo no inflamatorio y que reviste las paredes vaginales
2. Presencia de células guía en el examen microscópico
3. pH vaginal mayor de 4,5
4. Secreción vaginal con olor a pescado antes o después de la adición de KOH al 10%

Neisseria gonorrhoeae causa infección cuyos síntomas pueden ser bastante severos, pero hasta el 85% de las pacientes son asintomáticas. La incidencia de esta enfermedad ha venido en aumento y se ha encontrado una prevalencia del 10% en los cultivos cervicales realizados en mujeres que asisten a clínicas de planificación, y una incidencia del 2- 3% se ha reportado en la práctica privada. El gonococo afecta primariamente la estructura glandular del cérvix, vulva, periné y ano. El canal cervical, la uretra, las glándulas parauretrales y el ano son los sitios más comúnmente afectados. La infección se caracteriza por una secreción purulenta o mucopurulenta y en caso de presentarse con uretritis existen síntomas urinarios como la disuria. En la infección aguda la tinción de Gram puede identificar diplococos Gram negativos intracelulares, pero el diagnóstico debe ser confirmado por cultivo; la muestra puede ser tomada del cérvix, del ano, la uretra o el recto.
La infección causada por Chlamydia trachomatis es frecuente entre las adolescentes y jóvenes sexualmente activas en EE. UU. Usualmente es asintomática. A pesar de ello puede dejar secuelas importantes en las mujeres como la enfermedad pélvica inflamatoria, mayor incidencia de embarazo ectópico e infertilidad. Existe una prueba para detectar este microorganismo en el moco cervical con resultados disponibles en menos de 4 horas, y sensibilidad y especificidad del 95%, y otras pruebas como la inmunofluorescencia (IFI) o al ELISA. Se presenta clínicamente como una secreción mucopurulenta en el endocérvix y que al removerla produce fácilmente sangrado cervical; el directo y Gram de flujo muestran aumento de leucocitos polimorfonucleares.
Ureaplasma urealyticum y Mycoplasma hominis son otras causas de infección genital.

### Infecciones virales
Las infecciones por virus DNA que afectan el tracto genital inferior usualmente son asintomáticas, debido principalmente a que comprometen la piel de la vulva. Dos excepciones son el herpes simple y el virus del papiloma humano. Este último causa condilomas en la mucosa vaginal que pueden ser confundidos o relacionados con displasia epitelial. El herpes simple puede causar ulceraciones superficiales o una masa necrótica exofítica que compromete el cérvix, lo cual causa una secreción vaginal profusa. El cérvix se toma friable a la manipulación y puede sangrar fácilmente. La infección primaria dura entre 2 y 6 semanas y sana sin dejar cicatriz. El virus puede ser aislado de las úlceras o vesículas rotas. La citología revela células gigantes multinucleadas con inclusiones intranucleares.
El herpes simple tiene dos variantes inmunológicas: la tipo 1 y la tipo 2, diferenciables por ciertas características biológicas. 
Del 10 al 15 % de las infecciones herpéticas genitales son causadas por virus tipo 2.
El papiloma virus humano no solo causa condilomas sino que también ha sido relacionado con algunos tipos de cáncer. Se han identificados 50 tipos, de los cuales parecen tener potencial oncogénico los tipos 16 y 18. Este virus causa condiloma acuminado del cérvix, vagina, piel de la vulva, periné y áreas perianales; es de transmisión sexual y afecta al mismo grupo de edad que otras enfermedades venéreas. El condiloma plano aparece como una lesión blanca con una superficie granular la cual debe ser diferenciada de una neoplasia intraepitelial vaginal. El condiloma papilomatoso se presenta como una lesión blanca con proyecciones como dedos; a menudo contiene capilares. El condiloma espiculado se presenta como una lesión hiperqueratósica con proyecciones superficiales y capilares prominentes; el condiloma invertido crece hacia la glándula del cérvix y no se ha logrado identificar en la mucosa vaginal.
La secreción vaginal y el prurito son los síntomas más comunes de los condilomas floridos y ocasionalmente se presenta con sangrado postcoital.

### Candidiasis
El prurito vaginal intenso es el síntoma principal de la candidiasis vaginal y puede llegar a interferir con la actividad sexual. Los síntomas se correlacionan con la extensión del eritema vulvar. Una sensación de ardor puede seguir luego de la micción, principalmente si hay excoriación de la piel por el rascado; un compromiso difuso de la piel adyacente a los labios mayores puede sugerir un problema metabólico subyacente, como por ejemplo la diabetes. Los labios menores pueden estar eritematosos, edematosos y excoriados. Las manifestaciones clínicas tienden a ser más severas antes de la menstruación y las infecciones ocasionalmente se vuelven refractarias durante el embarazo.
El diagnóstico se basa en la presentación clínica de la enfermedad. La identificación de Candida albicans depende del hallazgo de las formas filamentosas (seudohifas).

### Trichomonas vaginalis
Es un protozoario que causa una secreción vaginal fétida amarillo verdosa con irritación vulvar. Tiende a empeorar después de la menstruación o durante el embarazo. El pH de la vagina usualmente es mayor de 5,0. El compromiso de la vulva puede producir ardor con la micción, lo cual está asociado con una vulvitis severa. La inspección de la mucosa vaginal revela un eritema vaginal generalizado con múltiples petequias (manchas en fresa). 
El diagnóstico se confirma por el hallazgo de un organismo flagelado móvil en una muestra de la secreción vaginal.

### Cervicitis
La cervicitis crónica asociada con hipertrofia o eversión de la mucosa endocervical puede producir una secreción mucopurulenta profusa, encontrándose una gran variedad de organismos aerobios y anaerobios en el moco cervical. Este moco alcalino puede alterar el pH vaginal facilitando el crecimiento de organismos patógenos. Otras causas de cervicitis son la Neisseria gonorrhoeae, Chlamydia trachomatis y Trichomonas vaginalis. Los pólipos cervicales benignos y el cáncer de cérvix son otras causas de secreción mucopurulenta y sangrado vaginal.

### Otras causas
1. Mucorrea cervical o secreción vaginal epitelial: se debe a la presencia de ectropion y a la adenosis vaginal. Se trata de un flujo mucoide claro no pruriginoso ni mal oliente, puede ser profuso y tiene un aspecto que ocasionalmente hace que se confunda con el flujo producido por la candidiasis, pero en este caso el pH vaginal es normal y no hay leucocitosis.
2. Oxiurasis: puede causar infestación vaginal llevando a una vaginitis, principalmente en las niñas. La fuente de la infección es fecal y se manifiesta con intenso prurito perineal. El diagnóstico se hace por examen microscópico.
3. Entamoeba histolytica: es más común en los países en vía de desarrollo. Los síntomas se deben principalmente al compromiso de la piel de la vulva. Los trofozoitos se pueden encontrar en el extendido vaginal.
4. Vaginitis inflamatoria descamativa: es similar a la atrofia vaginal de la mujer posmenopáusica pero ocurre en mujeres premenopáusicas, su causa es desconocida. La paciente refiere leucorrea, molestia vaginal y manchado intermenstrual. La secreción contiene células epiteliales inmaduras y leucocitos sin una causa identificable. Se pueden producir sinequias que causan obstrucción parcial de la vagina y responde muy poco al tratamiento.
5. Úlceras vaginales: la mayoría son causadas por el mal uso de los tampones vaginales.
6. Vaginitis enfisematosa: Este desorden se caracteriza por presentar múltiples estructuras quísticas llenas de gas en la mucosa vaginal y cervical y usualmente se acompaña de infección por G. vaginalis, T. vaginalis o ambas. Este proceso es una rara manifestación de estas infecciones; las ampollas desaparecen al erradicar a estos microorganismos.
7. Vaginitis inespecífica: anteriormente hacía referencia a la infección vaginal en la cual no se lograba identificar un organismo causante. Otras posibles causas son estados alérgicos, irritación química así como la actividad sexual frecuente.

## Tratamiento

### Medidas generales
Se debe evitar el coito o usar condón hasta que la infección esté curada, especialmente si se trata de infección recurrente. El compañero sexual debe ser tratado si es una enfermedad de transmisión sexual.
El prurito vaginal puede ser aliviado con talcos, cremas no aceitosas o aplicación local de corticoides.
Mantener el área genital limpia y seca, evitar usar ropa interior de material sintético y apretada, además del uso de jabones. Solamente se debe lavar con agua, no es recomendable el uso de productos adicionales en la zona, dado que se altera la flora vaginal y se está más propenso a infecciones.

### Medidas quirúrgicas
La cauterización de las glándulas de Skene o la marsupialización de un quiste de Bartholino se pueden requerir para erradicar focos de infección. Siempre que haya una lesión sospechosa se debe tomar biopsia para descartar procesos neoplásicos.

### Medidas específicas
1. Cuerpos extraños: el tratamiento consiste en la remoción del cuerpo extraño, en raras ocasiones se requieren antibióticos sistémicos como en el caso de la celulitis vulvar o de ulceración vaginal importante. En caso de que la paciente se presente con un síndrome de shock tóxico se debe administrar penicilinas resistentes a las B lactamasas, y una vez la paciente se haya recuperado informarle que debe evitar el uso de tampones.
2. Infecciones bacterianas:

- G vaginalis: el tratamiento de elección es el metronidazol oral en dosis de 500 mg dos veces por día por 5 a 7 días, aunque una dosis única de 2 g ha demostrado ser efectiva en caso de no tratarse de una recurrencia. Clindamicina crema al 2 %, un aplicador lleno (5 g) intravaginal antes de acostarse durante 7 días. Clindamicina 300 mg vía oral cada 12 h durante 7 días. Se ha discutido la posibilidad de teratogénesis con el metronidazol, la cual se ha demostrado en animales usando dosis extremadamente altas y por largo tiempo, por esta razón algunos prefieren utilizar este medicamento por vía vaginal y así evitar también los síntomas gastrointestinales asociados con su administración oral.

El seguimiento es innecesario si los síntomas desaparecen.
Es importante recordar que esta infección está asociada a la ruptura prematura de las membranas ovulares en la paciente embarazada, por lo tanto debe ser tratada en todos los casos y además es importante recordarle a la paciente que no debe ingerir licor hasta 24 horas después de terminado el tratamiento con metronidazol. Si se trata con Clindamicina crema vaginal, se le debe informar a la paciente que esta presentación oleosa puede debilitar el látex del condón.
- N gonorrhoeae: la cervicitis no complicada por este germen puede ser tratada con alguno de los siguientes regímenes: Cefixime 400 mg vía oral dosis única, Ceftriaxona 125 mg IM dosis única, Ciprofloxacina 500 mg vía oral dosis única, Azitromicina 1 g oral dosis única, o Doxiciclina 100 mg orales cada 12 horas por 7 días. Un tratamiento alternativo aunque más caro es Espectinomicina 2 g IM dosis única.
- C trachomatis: siempre se debe descartar una infección gonocócica concurrente. Si la paciente no está embarazada se puede ofrecer doxiciclina 100 mg cada 12 horas vía oral por 7 días; si es alérgica a las tetraciclinas o está embarazada, un régimen alternativo es Eritromicina 500 mg 4 veces al día por 10 días. Se debe recordar tratar al compañero. La Doxiciclina también es útil contra la infección producida por micoplasma.

## Infecciones
1. Virus del Papiloma Humano: el tratamiento primario consiste en la remoción de las verrugas sintomáticas, con esto se puede lograr periodos libres de enfermedad en la mayoría de las pacientes, pero no hay evidencia de que estos tratamientos erradiquen o modifiquen la historia natural del PVH; tampoco se conoce si la remoción de las verrugas afecta a la fertilidad. Sin tratamiento, las verrugas pueden desaparecer, quedar iguales o aumentar de tamaño. No hay evidencia de que el tratamiento de las verrugas visibles afecte el desarrollo de un cáncer cervical. Ante la presencia de leucorrea producida por verrugas cervicales se debe descartar lesiones intraepiteliales con la citología. Y se debe evaluar la paciente mediante colposcopia para determinar la extensión de la enfermedad. El manejo de esta debe ser consultado con un experto. Las verrugas vaginales se pueden tratar con crioterapia, pero existe el riesgo de perforación de vagina o de formación de una fístula. Con ATA al 80 o 90 % aplicado solo sobre la lesión y repetir semanalmente, o Podofilina al 10 o 25 %, aplicándola sobre el área a tratar y esperando a que se seque por completo antes de retirar el espéculo. No se deben tratar más de 2 cm² por sesión, y hay que repetirlas semanalmente. Se debe recordar que está contraindicada en el embarazo, pues no se ha establecido su toxicidad durante este periodo. Otra opción terapéutica es la crema de 5- fluoracilo para aplicación vaginal, usualmente con un solo curso es suficiente. Esta terapia tampoco debe ser utilizada durante la gestación. La criocirugía, la electrocirugía o la escisión simple deben ser realizadas por un especialista. No es necesario tratar al compañero, a menos que tenga lesiones visibles.

1. Las infecciones por herpes virus son autolimitadas y sanan espontáneamente a menos que se sobreinfecten. El tratamiento sintomático incluye buena higiene genital, compresas frías o baños de asiento y analgésicos orales. Si la paciente se encuentra con el estado general comprometido se debe hospitalizar, en caso contrario se puede tratar con Aciclovir oral o tópico, aunque este tratamiento no previene la recurrencia del herpes. Aciclovir aún no ha sido aprobado para su uso durante el embarazo.

- Candidiasis: Las formulaciones tópicas son efectivas para tratar esta entidad. En general se considera que los azoles son más efectivos que la nistatina. Los regímenes recomendados son los siguientes: Clotrimazol al 1 % crema vaginal, 5 g intravaginal por día; Clotrimazol tableta vaginal de 100 mg por 7 días; Clotrimazol tableta vaginal de 10 mg, 2 tabletas por 3 días; Clotrimazol tableta vaginal de 500 mg dosis única; Miconazol crema al 2%, 5 g intravaginal día por 7 días; Miconazol supositorio vaginal de 200 mg, un supositorio por 3 días; Nistatina tableta vaginal de 100000 unidades, una tableta por 14 días; Fluconazol vía oral, tableta de 150 mg dosis única. El compañero sexual no necesita tratamiento, pero se puede recomendar en caso de que se trate de una infección recurrente. Solo las terapias tópicas se deben utilizar durante el embarazo e idealmente mínimo por 7 días.

- Trichomoniasis vaginal: se debe recordar que esta enfermedad está asociada con efectos adversos durante el embarazo, principalmente ruptura prematura de membrana y parto prematuro. El régimen recomendado es Metronidazol 2 g vía oral dosis única el cual puede ser usado durante el embarazo o Metronidazol 500 mg vía oral dos veces al día por 7 días. El compañero sexual debe ser tratado.

- Atrofia vaginal: el tratamiento incluye aplicación de crema vaginal con estrógenos 2 veces por semana; si no hay contraindicación se pueden usar los estrógenos orales.
- Otras causas: De acuerdo al factor desencadenante, se debe recordar que los factores emocionales también pueden causar una vulvovaginitis psicosomática.

En caso de fallo en el tratamiento o leucorrea persistente a pesar de una terapia adecuada, se requiere una revaluación completa para detectar recurrencias, persistencia de la enfermedad o un diagnóstico diferente. Es importante recalcar que los factores que comprometen las defensas del hospedero o que modifican la fisiología normal de la vagina deben ser evaluados y el compañero sexual examinado.